# Ferme Dupire
 (janvier 2023).
Si vous disposez d'ouvrages ou d'articles de référence ou si vous connaissez des sites web de qualité traitant du thème abordé ici, merci de compléter l'article en donnant les références utiles à sa vérifiabilité et en les liant à la section « Notes et références ».

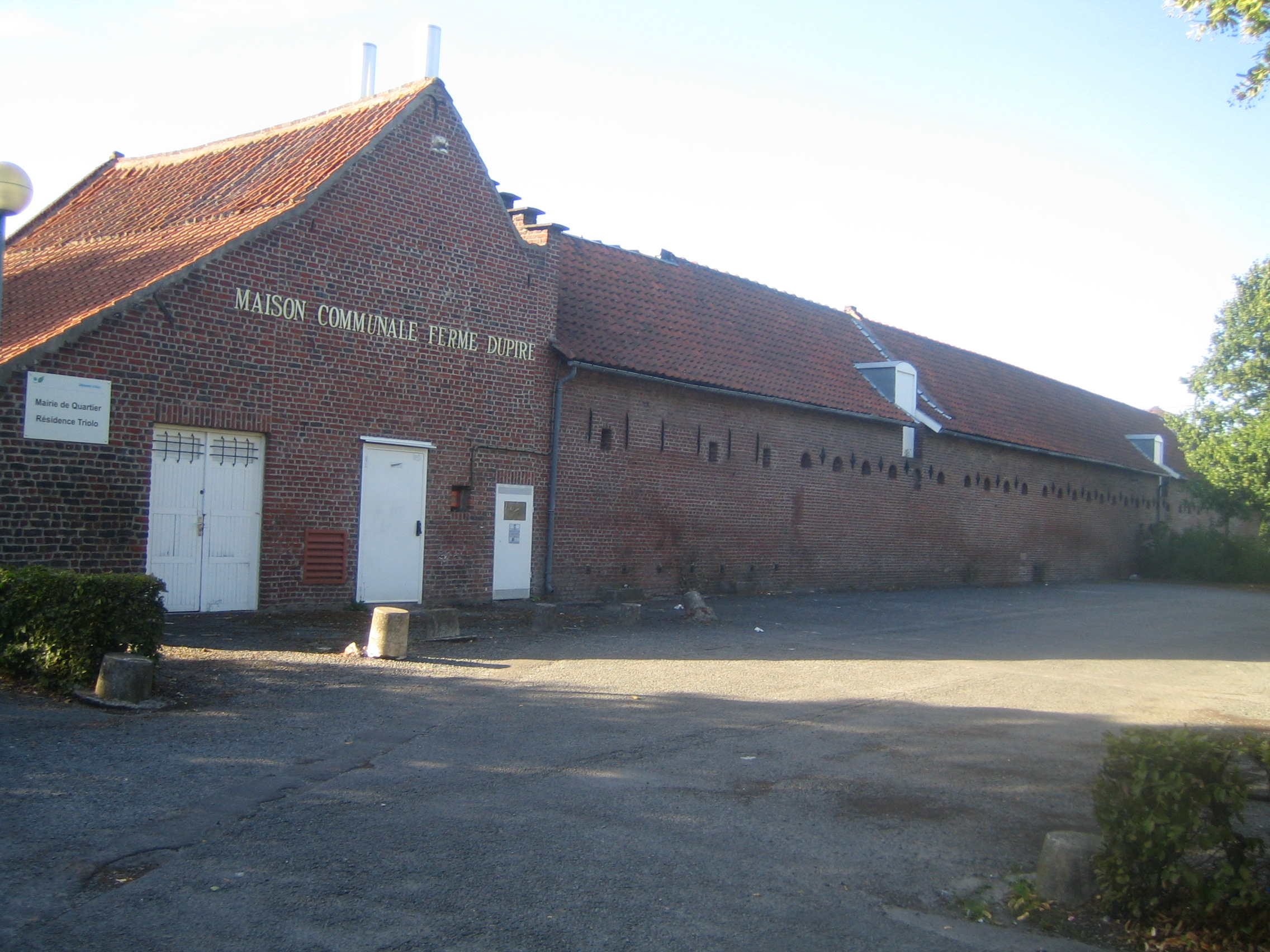
Façade de la ferme

La ferme Dupire est un monument de Villeneuve-d'Ascq, situé dans le quartier du Triolo.

## Emplacement
Ce site est desservi par la station de métro Triolo.
La ferme Dupire est située rue Yves Decugis, à deux pas du centre commercial du Triolo.

## Architecture
La ferme est une vieille ferme rurale qui date de l'époque où des champs recouvraient le quartier. Elle possède une large cour pavée et des plafonds de briques ouvragés, et accueille des étables, des écurie et une grange.

## Histoire
En 1862, Antoine de Ruielle dit Desruelles (3) fait bâtir la ferme. La ferme est ensuite reprise par sa femme Rosalie Testelin. Passé à l'ainé de ses fils, Louis, elle sera acquise vers 1920 par Désiré Blyau qui la transmettra à son gendre Jean Dupire. 
Expropriée lors de la construction de la ville nouvelle, elle abrite le siège de l'Établissement public d'aménagement de Lille-Est (EPALE) à partir de 1975, qui s'occupe de la création de la ville nouvelle de Villeneuve-d'Ascq.
En 1984, elle devient propriété de la commune.

## Fonction actuelle

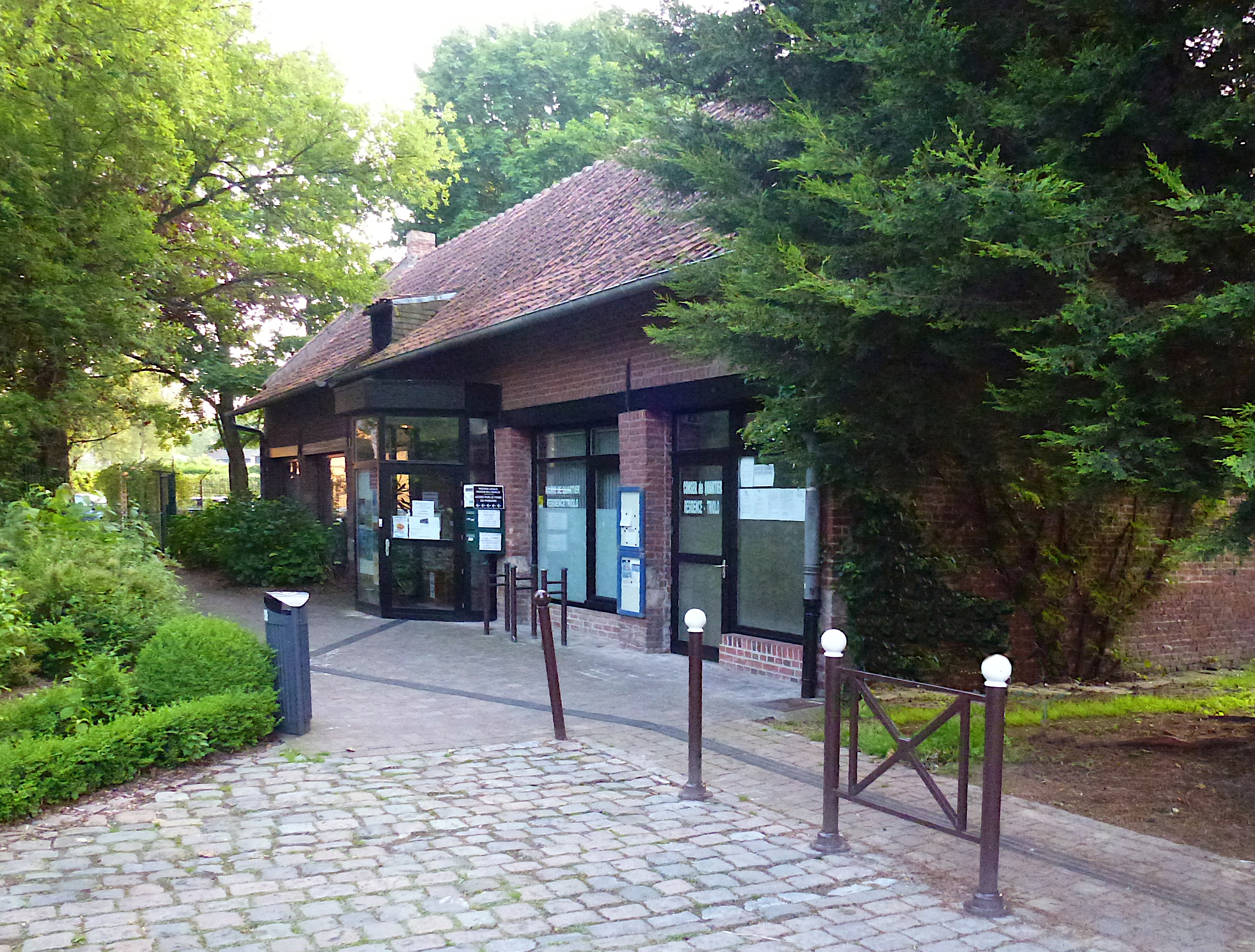
Maison communale du quartier Triolo

La ferme Dupire, désormais qualifiée de maison communale, abrite notamment les services administratifs suivants :
- quelques services municipaux de Villeneuve d'Ascq ;
- le siège du conseil de quartier Résidence - Triolo ;
- l'Observatoire des Mutations de la Jeunesse et de la Citoyenneté et le Centre Infos-Jeunes ;
- l' Office Municipal du Sport ;
- la Mission Locale
- l'imprimerie municipale.

L'hiver, la ferme accueille les Restos du cœur depuis 1984, qui donnent à manger aux plus démunis.
En outre, une ancienne grange de la ferme sert aujourd'hui de salle de spectacle et accueille régulièrement des concerts et des représentations théâtrales et une autre pièce, la galerie « Gilbert Sailly », sert de galerie d'exposition.